# タイ王国軍
タイ王国軍（タイおうこくぐん、タイ語：กองทัพไทย、英語: Royal Thai Armed Forces）は、タイにおける軍隊である。

## 概要

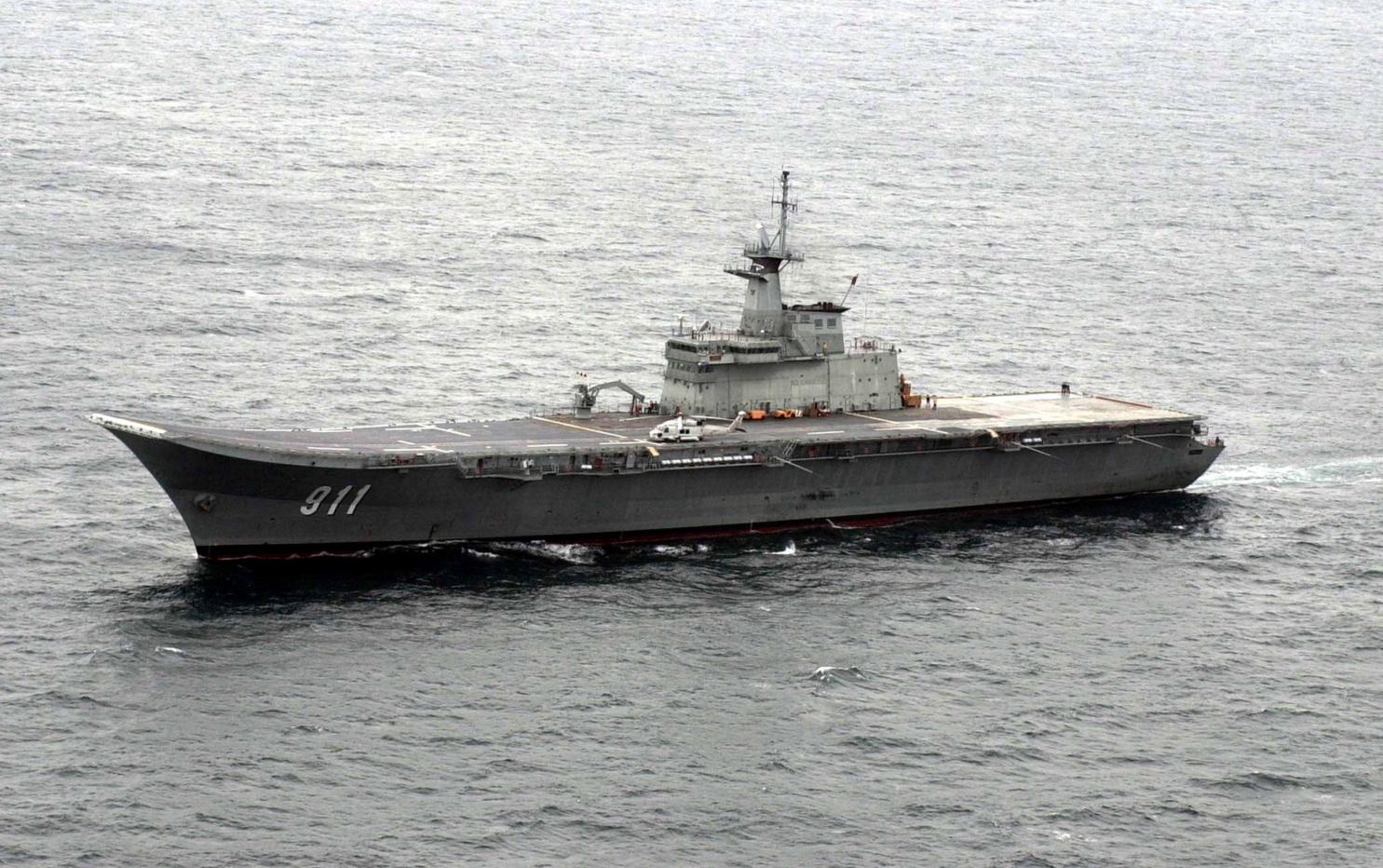
空母チャクリ・ナルエベト

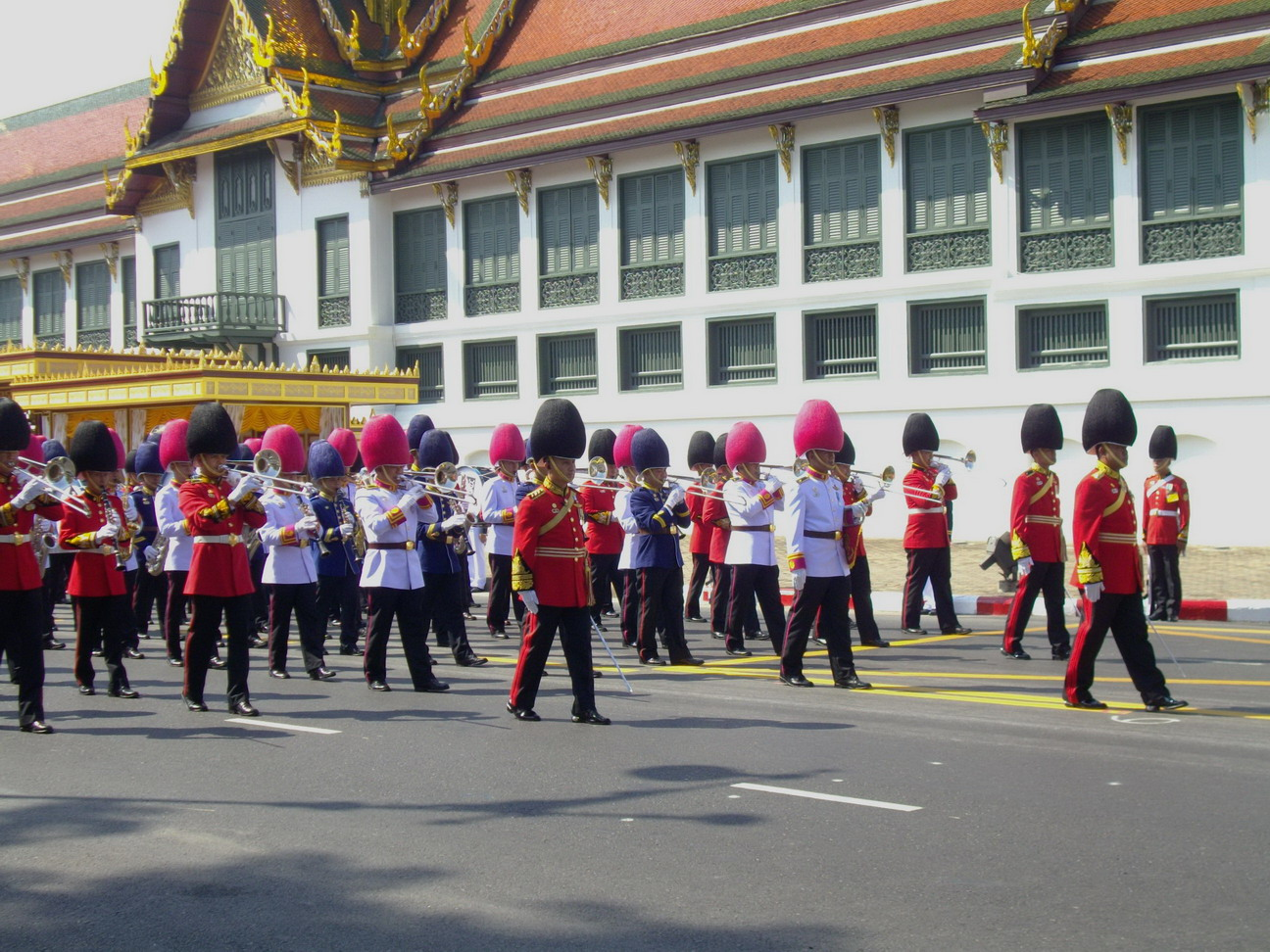
行進をするタイ国王警護隊

タイは、インドシナ半島の一部を領有する王国である。タイ軍の目標は憲法に示されているように、「国家、宗教、国王及び民主主義」というタイ王国の基本を守ることにある。また、タイ軍の最高指揮官は国王であることも明示されており、国王は王権を以って宣戦布告・講和締結を行い、緊急勅令を発布できる。
タイ軍は、王国の王制・独立・国土を保全するために戦力を準備する。東南アジア諸国連合との協力・アメリカ合衆国などとの集団防衛・軍備生産の自立・共産ゲリラの転覆などを基本的な政策として行ってきた。軍隊の編制は陸海空から成る三軍体制であるが、内務省や国境警備警察・独立歩兵大隊・独立軽騎兵大隊・国境警備隊・義勇レンジャー・地方義勇隊の準軍事組織もある。
政軍関係においては非常に軍部の影響力が強く、1932年の立憲革命以後、頻繁に軍人が首相に就任しており、また、国防大臣はほぼ全期間にわたって軍人が就いている。これは、タイにおける軍人の社会的な地位の高さ、指揮権が国王に帰属していること、歴史的に脅威が高まって軍人政治の必要性がもたらされたことなどが要因として考えられる。
近代に入っても度々クーデターを起こし、2025年のカンボジアとの戦闘を巡っては、「我々は政府の外交努力に関係なく行動する」と表明するなど、国民の支持のもと文民統制を軽視する傾向にある。

## 組織

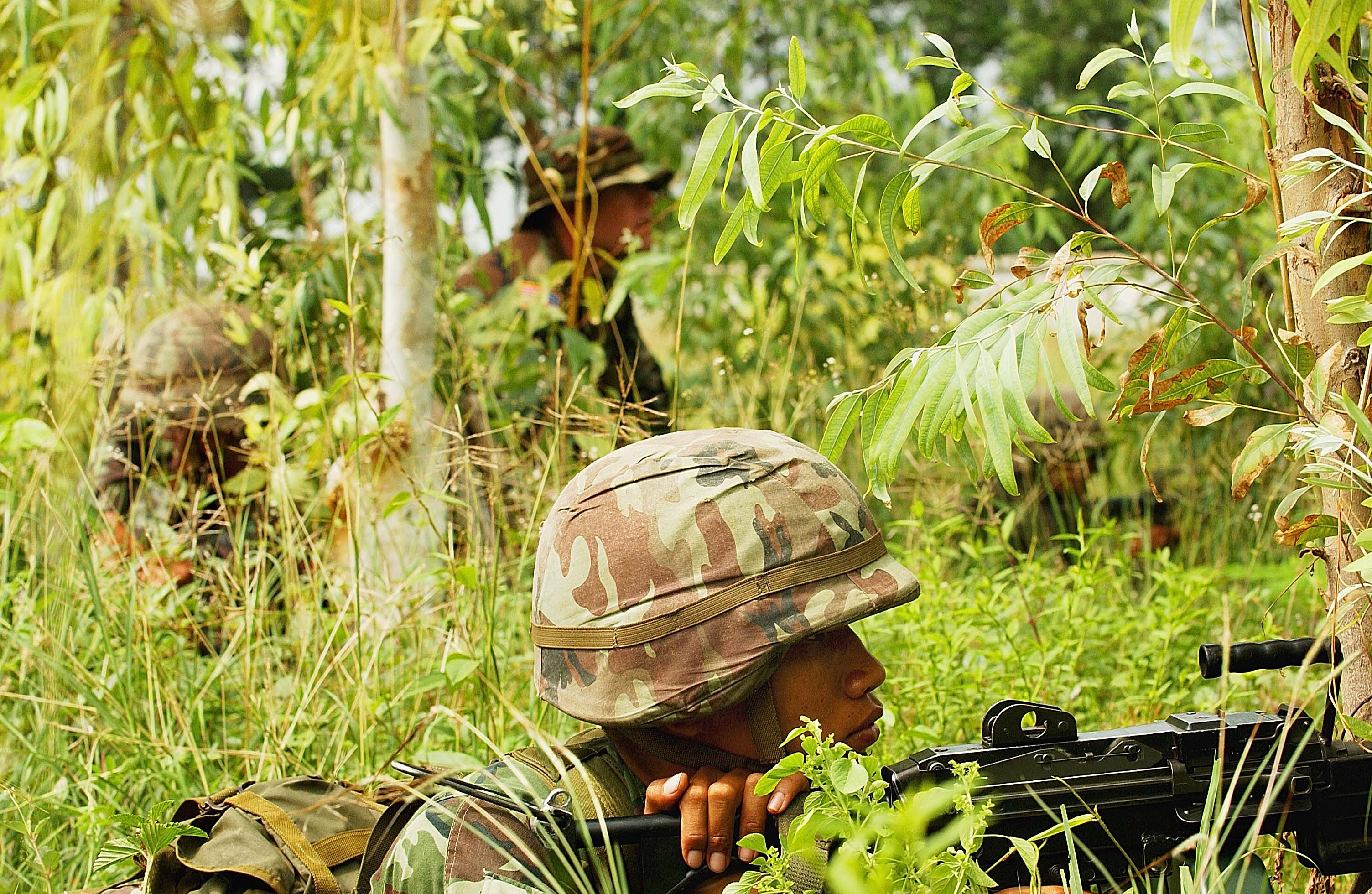
コブラ・ゴールドにてアメリカ軍とともに訓練するタイ王国軍

国王の下には首相が置かれている。首相は国王の命令の下で早急な必要性があると認めた場合は内閣と国家政策会議の承認に基づいてあらゆる命令を発令することが可能となる。軍事行政機関として国防省が置かれている。なお、国防大臣は現在文民のみがなることができる（ただし、退役軍人は文民と見なされている）。国防省の補佐役として大臣秘書室があり、関連の独立機関として退役軍人会（在郷軍人会）がある。
国防省の内部は大きく分けて次官室とタイ王国軍最高司令部がある。次官室では財政・軍事裁判・各種公団の経営・近衛兵などの統括が行われる。最高司令部は人事・情報・教育・作戦など実際の業務が行われており、陸軍・海軍・空軍もこの下位組織である。なお、実際において力を持つのは最高司令部ではなく、陸軍・海軍・空軍の司令部であり、その規模から陸軍の力が圧倒的に強い。

## 徴兵制

### 歴史
徴兵制度はラーマ5世治世下の1905年（仏暦2448年）に施行された徴兵法に基づく。20世紀初頭には国軍に加えて警察官も徴兵で確保する制度となっていたが、立憲革命直後の警察改革に伴い、徴兵警官制度が志願制に切り替えられて廃止になり、軍については当時現存していた大日本帝国陸海軍の制度を参考に現在まで続くシステムが構築された。

### 検査と抽選
タイ国民の男性は満18歳の誕生日に予備役登録を行い、満年齢21歳に達する年に徴兵令状が届いたら4月に各県庁所在地の指定場所に出向き、徴兵検査（日本陸軍の壮丁名簿と類似）に参加し、合格者は抽選会（くじ、タイ全土でテレビ放映される毎年の恒例行事）に参加する義務がある。徴兵拒否や逃亡は10年以下の懲役刑が科せられる上、公的機関への就職が不可能となる。女性も志願すれば徴兵検査に参加し、合格後に兵役従事する事が可能である。通常は2年間の兵役となるが、抽選で票を引く前までに兵役志願した場合は期間が半年から1年間短縮される。仏教僧侶や学生等は正当な事情が存在するとし、徴兵制延期手続きを行い、徴兵検査・抽選を満26歳になる年まで延期する事が可能である。
タイでは合格者全員を徴兵すると人数過多となってしまうため、志願者以外は抽選によって公平に徴兵従事者が決定されるシステムとなっている（甲種合格者が枠過多の場合に抽選が行われていた大日本帝国陸海軍と類似（徴兵検査を参照））。検査会場では志願者が多くなる事もあり、徴兵従事者が必要な数に達すると抽選会が行われずに残りの参加者は自動的に兵役免除となる事もある。抽選会が開催される場合は会場で赤票（陸軍・海軍・空軍）と黒票（徴兵免除）が入った抽選箱を軍人が持ち、参加者が箱の中から手で引く。陸軍は「ゴーン タップ ボック（กองทัพบก）」、海軍は「ゴーン タップ ルア（กองทัพเรือ）」、空軍は「ゴーン タップ アー カート（กองทัพอากาศ）」。
海軍は訓練が他の軍より厳しいため、海軍票を引いた者はその場で気絶・パニック・過呼吸等になる事が多発しており、医師が常駐している。
抽選会不参加で徴兵免除となるのは士官学校生や一般学校（マタヨム3-6年）に所属し「軍事科」（ウィチャー・タハーン）を3年以上受けた者、身体・精神障害者、体力の無い者、極度に痩身・肥満である者、低身長である者、戸籍上が男性でも性転換手術を行った者（男性器を切除したトランス女性、タイでは戸籍上の性別変更が不可能であるためトランス女性でも徴兵検査への参加義務がある）等である。
タイでは仏教僧侶は畏敬対象であるため、検査・抽選会場では仏教僧侶は一般対象者よりも丁重に扱われ、一般参加者が床座りの会場では仏教僧侶には椅子を用意し、一般参加者が椅子座りの会場では仏教僧侶には別の場所でソファ等を用意する特別待遇を行っている。抽選会で一般参加者が票を引いた後は逃亡防止のために軍人が結果発表後まで身体を背後から拘束するが、仏教僧侶は拘束されない。仏教僧侶が兵役従事に参加する場合は僧侶ではなくなるため、入隊後に特別待遇は無くなり、一般参加者と同待遇となる。
貧困家庭出身者が赤票を引いた場合、その参加者が徴兵従事する事でその参加者の家庭への経済的損失が大きくなる場合は軍はその参加者の家族を「軍の家族」と捉え、軍が経済支援する事がある。幼少期に親に捨てられ、祖母に育てられ、病気の祖母の世話を行なっていた貧困家庭出身者が赤票を引き、会場で涙し、タイで報道されて社会で関心を集めた出来事があり、その時にも軍はその参加者の祖母への支援を行う事を発表した。

### いじめや虐待等による死亡
軍隊では徴兵兵士に対するいじめや儀礼虐待が発生し、虐待による死亡者も発生しており、社会問題となっている。

## 資料
以下はCIAのファクトブックにもとづく。
軍事区分:

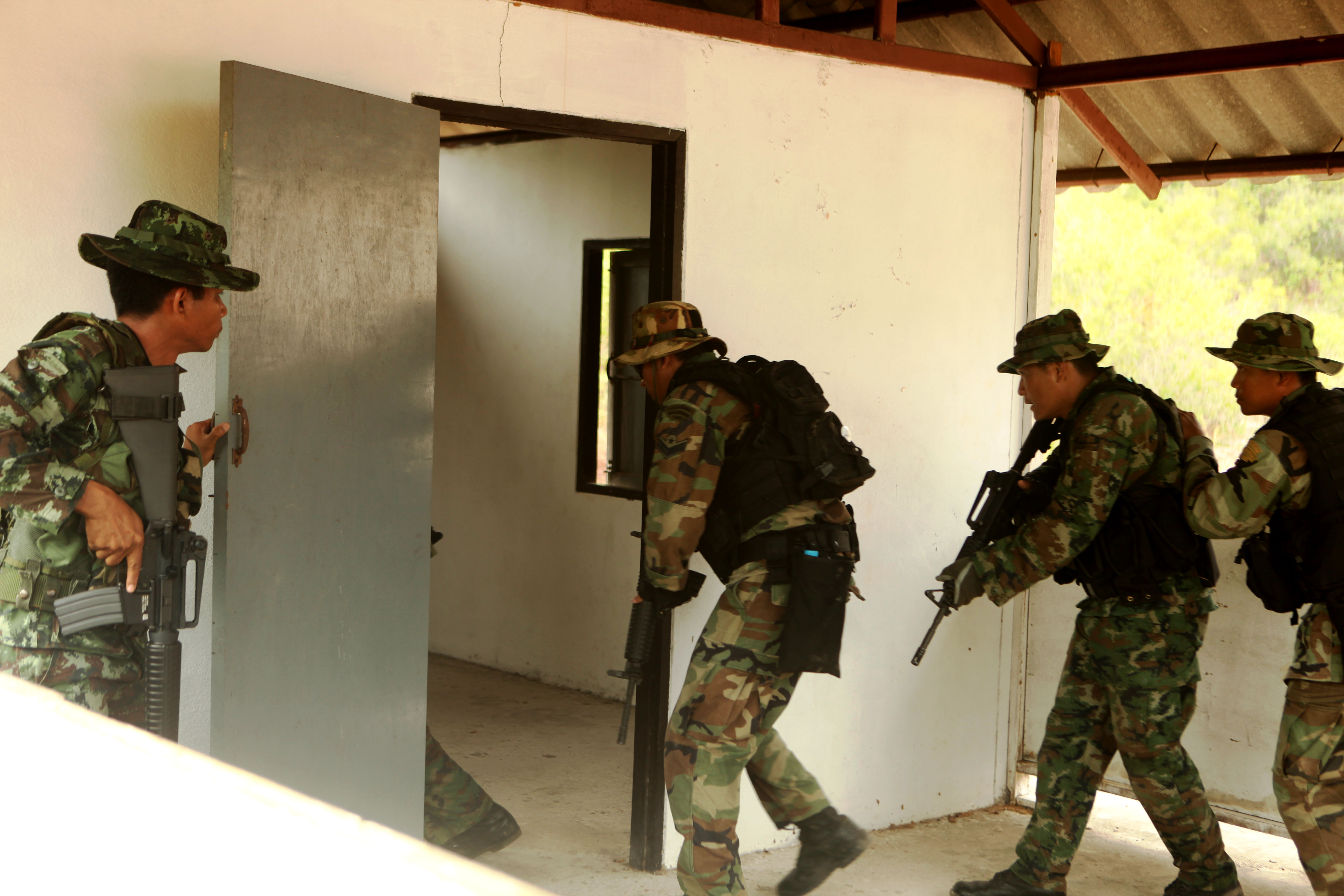
タイ王国軍特殊部隊の突入訓練

- タイ王国陸軍（騎馬隊・航空隊・高射砲隊・通信隊などを含む）
- タイ王国海軍（航空母艦「チャクリ・ナルエベト艦」艦載機および艦載ヘリAS 365軍用型パンサー）および駆逐艦艦隊
- タイ王国空軍（スウェーデン王国製SAAB グリペンマルチロール機および米国製F-16主力防空戦闘機）
- その他、タイ王国国家警察を除くすべての公認の武装集団。

有効総動員数（2004年）:15-45歳まで
- 17,944,151人（欠格者含む）
- 10,735,354人（適格者のみ）

軍事費:
- 18億7,800万ドル（2010年）
- 国内総生産の1.8%（2003年）